# La Vipère du trottoir
La Vipère, plus connue sous le titre La Vipère du trottoir est une chanson populaire française dont les paroles ont été écrites par Jean Rodor et la musique composée par Vincent Scotto en 1919. Elle fut créée par Georgel en 1922, puis reprise par Georgette Plana en 1956.

## Extrait
| Je sais qu'on t'appelle la vipère du trottoir. Je sais combien tu fascines avec tes yeux noirs. Oh oui ! je veux vivre désormais près de toi Pourvu que tu ne sois rien qu'à moi. De tous c'est toi seul que je préfère maintenant, Dit-elle tout en lui mordant les lèvres jusqu'au sang, Chéri elle t'aimera toujours follement La vipère. |